# هنري غرانفيل شارب
هنري غرانفيل شارب (بالإنجليزية: Henry Granville Sharpe)‏ هو ضابط أمريكي، ولد في 30 أبريل 1858 في كينغستون في الولايات المتحدة، وتوفي في 13 يوليو 1947 في بروفيدنس في الولايات المتحدة.